# Pick and roll
Pick and roll je basketbalový pojem pro útočnou akci, při níž hráč staví spoluhráči clonu (pick) a poté si za obráncem sbíhá (roll) pro přihrávku. Jde o základní útočnou akci, která je velice často využívána. Český, málo používaný název je dvojička.

## Princip
Hráč s míčem, většinou střední rozehrávač, je bráněn soupeřovým středním rozehrávačem. Hráč s míčem ohlásí akci Pick and roll. K obránci soupeře přiběhne další útočící hráč a postaví tzv. clonu tím, že se postaví tělem obránci do cesty. Oddělí tak hráče s míčem od svého obránce.
Obránce je nucen si vybrat, zda se zaměří na hráče s míčem nebo na hráče stavícího clonu. Zaměří-li se na hráče s míčem, hráč stavící clonu má možnost se přesunout pod koš a čekat na přihrávku. Zaměří-li se obránce na hráče stavícího clonu, hráč s míčem má volný prostor na střelu. Jeden ze způsobů obrany této útočné taktiky je přebírání.

## Slavní hráči Pick and roll
Nejznámější dvojicí, která dovedla akci Pick and roll k dokonalosti, byli hráči týmu NBA Utah Jazz John Stockton a Karl Malone. Střední rozehrávač Stockton byl dobrý střelec, který uměl výborně číst hru. Malone, atletické křídlo s citem pro míč a skvělou hrou okolo koše, byl častým cílem Stocktonových přihrávek.
V nedávné době se akcí Pick and roll proslavily dvojice Steve Nash, Amar'e Stoudemire (Phoenix Suns) a Deron Williams, Carlos Boozer (Utah Jazz). 